# 양순 연구개 비음
양순 연구개 비음은 자음의 하나로, 국제음성기호로는 [ŋ͡m]로 나타낸다.

## 예시
- 베트남어: /u, o, ɔ/ 뒤의 ng에서 변이음으로 난다.